# Betty Cohen
Betty Susan Cohen (Racine, 27 de julho de 1956) é uma empresária e executiva de mídia americana. Ela é mais conhecida como a fundadora e presidente original da The Cartoon Network, Inc. de 1992 a 2001, a CEO da Lifetime Entertainment Services de 2005 a 2007, a fundadora e presidente da Betty Cohen Media Consulting desde 2008, e a fundadora e CEO da Hearts & Minds Media desde 2019.

## Vida inicial
Cohen cresceu em Racine, Wisconsin. Ela esteve envolvida com teatro no ensino médio e escreveu seu trabalho final no Children's Television Workshop (agora Sesame Workshop). Ela frequentou a Universidade Stanford de 1973 a 1977, onde se formou em comunicações.

## Carreira

### Public Media Center
Em 1977, Cohen iniciou sua carreira como gerente de produção da Public Media Center, uma agência de publicidade. Ela foi encarregada de produzir anúncios de serviço público e logo percebeu que o "quadro mais amplo" era seu ponto forte, e não os detalhes menores. Cohen disse: "Eu era a pessoa que tinha a perspectiva de ver onde o projeto deveria ir, em vez de escrever o primeiro rascunho."

### Cable Health Network
Em 1982, Cohen ingressou na Cable Health Network como sua primeira gerente de marketing.

### Nickelodeon
De 1984 a 1988, Cohen foi diretora de promoção no ar e programação intersticial da Nickelodeon. Seu marketing nessa época rendeu o bloco Nick at Nite, apelidado de "a Rede para a Geração da TV".

### Turner Broadcasting System
Em 1988, Cohen ingressou na Turner Broadcasting System, onde foi nomeada gerente geral e diretora de marketing da TNT. Ela foi promovida a vice-presidente sênior da TNT e a encarregou de criar um canal para abrigar a extensa biblioteca de animação de Ted Turner, recentemente adquirida. Cohen fundou assim o Cartoon Network em 1992 e foi sua presidente até 2001. Sob sua liderança marcas de rede como Toonami, Boomerang, Cartoon Cartoons, Cartoon Cartoon Fridays, e Cartoon Orbit foram introduzidas, bem como séries originais como Space Ghost Coast to Coast, What a Cartoon!, Dexter's Laboratory, Johnny Bravo, Cow and Chicken, The Powerpuff Girls, Ed, Edd n Eddy, e Courage the Cowardly Dog. Dexter's Laboratory, em particular, era um de seus programas de animação favoritos. A rede tornou-se um fenômeno global durante o seu mandato, com um valor patrimonial de quase US$3 bilhões de dólares.
Cohen deixou seu cargo em 18 de junho de 2001, devido a desentendimentos criativos com Jamie Kellner, então chefe da Turner Broadcasting; ela também declarou: "Eu estava com medo de morrer como a rainha dos desenhos animados." Ela foi sucedida na CN por Jim Samples. Cohen permaneceu na controladora AOL-Time Warner até setembro de 2002, para desenvolver serviços multiplataforma voltados para adolescentes e jovens adultos.

### Lifetime
De 2005 a 2007, Cohen retornou à Lifetime Entertainment Services e atuou como CEO e presidente. Cohen ajudou a rede a atrair um público mais jovem.

### Betty Cohen Media Consulting
Cohen é o fundador e presidente da Betty Cohen Media Consulting desde 2008, que oferece consultoria a empresas sobre construção de marca, desenvolvimento de canais a cabo e programação multiplataforma.

### Hearts & Minds
Cohen é fundadora e CEO da Hearts & Minds Media desde 2019, uma empresa de mídia que se concentra em alavancar a aprendizagem social e emocional para meninas.

## Prêmios
Cohen foi classificada como uma das 50 mulheres mais poderosas nos negócios da Fortune em 2000. Ela foi incluída no Broadcasting and Cable Hall of Fame e recebeu o Muse Award da NY Women in Film and TV.

## Vida pessoal
Cohen atualmente reside na cidade de Nova York, Nova York.